# Callistomys pictus
Callistomys pictus és una espècie de mamífer rosegador de la família de les rates espinoses. És endèmic de l'est del Brasil. El seu hàbitat natural són les plantacions de cacau, on s'alimenta de les fulles d'aquesta planta. Abans d'associar-se amb els humans, probablement vivia als boscos. Aquesta espècie està en perill a causa de la desforestació, la caça i la fragmentació del seu hàbitat.
Actualment es considera que Callistomys és un gènere monotípic. Tanmateix, se n'han trobat fòssils que podrien pertànyer a una segona espècie del grup, tot i que encara no hi ha proves fefaents que es tracti d'una espècie diferent de C. pictus.